# パトリック・クェンティン
パトリック・クェンティン（Patrick Quentin）は、リチャード・ウィルソン・ウェッブ（Richard Wilson Webb, 1901-1966）、ヒュー・キャリンガム・ホイーラー（Hugh Callingham Wheeler, 1912-1987）、マーサ・モット・ケリー（Martha Mott Kelley, 1906-2005）、メアリ・ルイーズ・アズウェル（Mary Louise White Aswell, 1902-1984）が探偵小説を執筆する際に用いたペンネーム。作品・シリーズによって「Q・パトリック（Q. Patrick）」「ジョナサン・スタッグ（Jonathan Stagge）」の別名義を使い分けている。
その作品の多くは、共にイギリス出身で後にアメリカに渡ったウェッブとホイーラーの合作、ないしホイーラー単独の執筆である。1963年、短編集『金庫と老婆』（1961）によってアメリカ探偵作家クラブ特別賞を受賞した。

## 概略
この作家チームの探偵小説作家としてのキャリアは大きく三つの時期に分かれている。
- 初期（1931～1935）　：ウェッブがケリー、アズウェルら女性作家とコンビを組み、あるいは単独で作品を発表。
- 中期（1936～1950頃）：ウェッブとホイーラーがコンビを組んで作品を発表。
- 後期（1950頃～1965）：ホイーラーが単独で作品を発表。

中期には、演劇プロデューサーのピーター・ダルースおよびそのパートナーで女優のアイリス（パトリック・クェンティン名義）、ティモシー・トラント警部補（Q・パトリック名義）、ヒュー・ウェストレイク医師（ジョナサン・スタッグ名義）をそれぞれ探偵役としたシリーズを展開した。後期以降は名義をクェンティン一本に集約したが、いくつかの作品にはトラント警部補が登場、特に『女郎蜘蛛』では彼とダルース夫妻を共演させている（トラント警部補はピーターの兄が主要人物の『わが子は殺人者』にも登場）。
ウェッブの没後、ホイーラーが探偵小説を執筆することはなくなるが、彼は後にミュージカル作家として大成し、トニー賞の脚本部門を複数回受賞している。
日本ではパトリック・クェンティン名義の作品を中心に翻訳が進み、近年も新訳・再発が行われているが、本国では残念ながらほとんどの作品が入手困難である。アメリカの出版社クリッペン＆ランドリュを中心に、書籍に収録されていない中短編を集めた作品集が2022年時点で四冊刊行されている。

## 作品リスト
原題は、原則的に米題を表示している。

### 長編（Q・パトリック名義）
- Cottage Sinister（1931）
- Murder at the Women's City Club（1932）
- Murder at Cambridge（1933）
- S.S. Murder（1933）／『死を招く航海』、白須清美訳、新樹社（エラリー・クイーンのライヴァルたち）[1]、2000
- The Grindle Nightmare（1935）／『グリンドルの悪夢』、武藤崇恵訳、原書房（ヴィンテージ・ミステリ・シリーズ）[1]、2008
- Death Goes to School（1936）
- Death for Dear Clara（1937）
- The File on Fenton and Farr（1938）
- The File on Claudia Cragge（1938）
- Death and the Maiden（1939）
- Return to the Scene（1941）
- Danger Next Door（1951）
- The Girl on the Gallows（1954）／犯罪実話

### 長編（パトリック・クェンティン名義）
- A Puzzle for Fools（1936）／『迷走パズル』、白須清美訳、創元推理文庫、2012
- Puzzle for Players（1938）／『俳優パズル』、白須清美訳、創元推理文庫、2012
- Puzzle for Puppets（1944）／『人形パズル』、白須清美訳、創元推理文庫、2013
- Puzzle for Wantons（1945）／『悪女パズル』、森泉玲子訳、扶桑社ミステリー、2005
- Puzzle for Fiends（1946）／『悪魔パズル』、水野恵訳、論創海外ミステリ、2010
- Puzzle for Pilgrims（1947）／『巡礼者パズル』、水野恵訳、論創海外ミステリ、2012
- Run to Death（1948）／『死への疾走』、水野恵訳、論創海外ミステリ、2015
- The Follower（1950）／『追跡者』、大久保康雄訳、創元推理文庫、1962
- Black Widow（1952）／『女郎蜘蛛』、白須清美訳、創元推理文庫、2014
- My Son, the Murderer（1954）／『わが子は殺人者』、大久保康雄訳、創元推理文庫、1961
- The Man with Two Wives （1955）／『二人の妻をもつ男』[2]、大久保康雄訳、創元推理文庫、1960
- The Man in the Net（1956）／『網にかかった男』、井上勇訳、創元推理文庫、1966
- Suspicious Circumstances（1957）／『疑惑の場』、中桐雅夫訳、ハヤカワ・ミステリ、1962
- Shadow of Guilt（1959）／『愚かものの失楽園』、井上勇訳、創元推理文庫、1967
- The Green-Eyed Monster（1960）／『わたしの愛した悪女』、高橋豊訳、ハヤカワ・ミステリ、1962
- Family Skeletons（1965）

### 長編（ジョナサン・スタッグ名義）
- The Dogs Do Bark（1936）／『犬はまだ吠えている』、白須清美訳、原書房（ヴィンテージ・ミステリ・シリーズ）[1]、2015
- Murder by Prescription（1937）
- The Stars Spell Death（1939）
- Turn of the Table（1940）
- The Yellow Taxi（1942）
- The Scarlet Circle（1943）
- Death, My Darling Daughters（1945）
- Death's Old Sweet Song（1946）
- The Three Fears（1949）

### 短編集
- The Ordeal of Mrs. Snow（1961）／『金庫と老婆』、稲葉由紀他訳、ハヤカワ・ミステリ[3]、1963
- The Puzzles of Peter Duluth（2016）
- 『八人の招待客』、山口雅也訳、原書房（奇想天外の本棚）[4]、2019
- The Cases of Lieutenant Timothy Trant（2020）
- Hunt in the Dark and Other Fatal Pursuits（2021）
- Death Freight and Other Murderous Excursions（2022）
- Exit Before Midnight: A Collection of Murder Tales（2023）